# Камен Райдер проти Шокера
«Камен Райдер проти Шокера» (яп. 仮面ライダー対ショッカー) — японський науково-фантастичний супергеройський короткометражний фільм 1972 року. Це другий фільм франшизи «Камен Райдер» і перший, який не базується на епізоді серіалу.
Він вийшов у кінотеатрах в той самий день, в який епізод 51 оригінального телесеріалу «Камен Райдер» був показаний на телебаченні. 22 січня 2022 року компанія Toei зробила фільм доступним на YouTube на обмежений час з англійськими субтитрами.
Ймовірно, події фільму відбуваються між епізодами 51 і 52, оскільки у ньому з'являється Унікорнос з епізоду 51, але Хаято Ічімондзі ще не вирушив до Південної Америки, що відбулося в епізоді 52. Також фільм включає перший раз, коли Такесі Хонґо використовує нову позу для трансформації.

## Сюжет
Професор Дайдодзі розробив гравітаційний пристрій під назвою GX Device. На жаль, Шокер хоче вкрасти його, тому вони нападають на професора і знищують його лабораторію, але все-таки повертаються з порожніми руками. Агенти Шокера з'ясовують, що плани GX Device — у дочки Дайдодзі, яка святкує день народження. Тепер Камен Райдер 1 та Камен Райдер 2 разом з агентом ФБР Казуєю Такі повинні захистити дочку Дайдодзі та перешкодити Шокеру отримати плани.

## В ролях
| Актор           | Роль                           |
| --------------- | ------------------------------ |
| Хіросі Фудзіока | Такесі Хонґо/Камен Райдер 1    |
| Такесі Сасакі   | Хаято Ічімондзі/Камен Райдер 2 |
| Дзіро Чіба      | Казуя Такі                     |
| Хідейо Амамото  | Доктор Смерть                  |
| Вакако Окі      | Юрі                            |
| Емілі Такамі    | Емі                            |
| Юко Суґібаясі   | Міка                           |
| Ясухару Міура   | Ґоро                           |
| Хіроко Сайто    | Тамамі Дайдодзі                |
| Хадзіме Ізу     | Одорі Дайдо                    |
| Хіроюкі Мія     | асистент Ано                   |
| Міцуомі Ісіхара | однокласник Ґоро               |